# Gehör

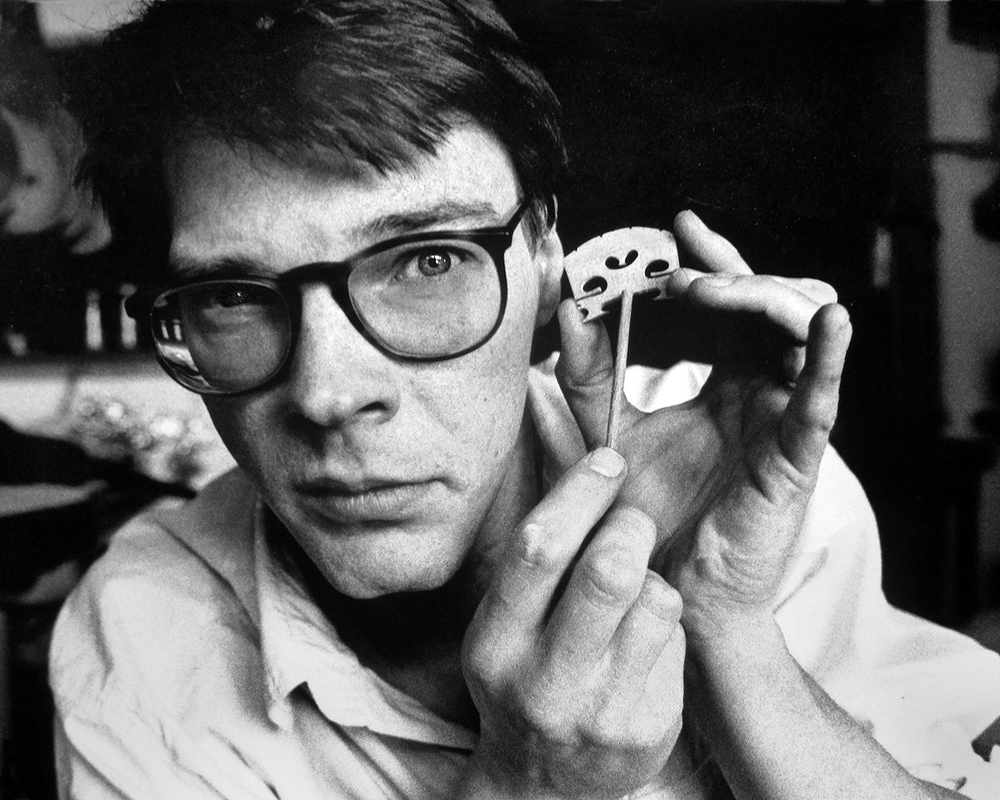
En instrumentmakare stämmer stallet till en fiol. Med en liten “stämmpinne” knäpper han på stallet och med sitt gehör kan han avgöra om stallet har den rätta resonansen.

Gehör (från tyskan) är förmågan att uppfatta tonhöjd med en sådan grad av medvetenhet och förståelse att man kan spela melodier utan hjälp av noter. Förmågan kallas ibland musiköra.
Gehör (lyssna/härma) är det äldsta sätt varmed man tillägnade sig musik och förde den vidare, men sedan antiken har system för notation funnits. Inom folkmusiken är gehör det vanligaste och viktigaste sättet att lära sig musik, inte minst inom spelmansmusiken. En effekt av gehörsspel är att musiken förändras över tiden, då tolkningen av det man hör är personlig.
En aspekt av gehör är förmågan att uppfatta relationer mellan olika tonhöjder, vilket kallas relativt gehör. De flesta människor har denna förmåga i någon grad. Absolut gehör är förmågan att utan referenston känna igen och kunna återge olika tonhöjder (ljudfrekvenser) exakt, vilket är sällsynt.